# BMP-1
BMP-1 (în rusă: Боевая Машина Пехоты-1, tradus: Vehicul de Luptă al Infanteriei-1) este un transportor blindat și vehicul de luptă pentru infanterie dezvoltat de Uniunea Sovietică în anii 1960. A fost primul vehicul de acest tip din lume care combina mobilitatea unui transportor blindat cu puterea de foc a unui vehicul de luptă, revoluționând modul în care era transportată și sprijinită infanteria pe câmpul de luptă.

## Istorie
Dezvoltarea BMP-1 a început în anii 1960, Uniunea Sovietică căutând să creeze un vehicul capabil să transporte infanteria protejată, să sprijine atacurile și să ofere protecție antitanc. Proiectul a fost finalizat în 1966, iar vehiculul a intrat în serviciul activ al Armatei Roșii în același an.
BMP-1 a fost utilizat pe scară largă în numeroase conflicte, inclusiv în Războiul din Afganistan (1979-1989) și în diverse războaie din Orientul Mijlociu, unde a demonstrat atât avantajele, cât și limitările sale.

## Caracteristici
BMP-1 este echipat cu un tun automat de 73 mm 2A28 Grom, capabil să distrugă vehicule blindate ușoare și să sprijine infanteria cu foc direct. Armamentul este completat de o mitralieră coaxială PKT de 7,62 mm și de un lansator de rachete antitanc AT-3 Sagger.
Vehiculul are un blindaj din oțel sudat, variind între 6 mm și 33 mm, oferind protecție împotriva armelor de calibru mic și a schijelor. Este amfibiu, putând traversa cursuri de apă fără pregătire prealabilă, și este propulsat în apă de șenile.

## Utilizatori
BMP-1 a fost exportat și produs sub licență de numeroase țări, inclusiv Romania, Cehoslovacia, India și China. Multe dintre aceste vehicule sunt încă în serviciu, deși unele au fost modernizate sau înlocuite de modele mai noi, precum BMP-2 sau BMP-3.

## Variante
- BMP-1P – Versiune îmbunătățită, echipată cu lansator de rachete AT-4 Spigot sau AT-5 Spandrel, pentru o capacitate antitanc mai mare.
- BMP-1D – Versiune cu blindaj suplimentar, special concepută pentru operațiuni în Afganistan, dar fără capacități amfibii.
- BMP-1K – Versiune de comandă, echipată cu sisteme suplimentare de comunicații.
- BMP-1F – Versiune pentru trupele de marină, cu modificări pentru operarea în zonele de coastă.
- WZ-501 – Copie produsă sub licență în China, cunoscută și sub denumirea de Type 86.
- BWP-1 – Versiune produsă în Polonia, cu unele modificări tehnice.

## Avantaje și limitări
BMP-1 a fost apreciat pentru mobilitatea sa excelentă și pentru capacitatea sa de a combina transportul infanteriei cu sprijinul de foc. Cu toate acestea, blindajul subțire și vulnerabilitatea la armele antitanc moderne au fost criticate, iar tunul 2A28 Grom s-a dovedit ineficient împotriva unor ținte mai bine protejate.